# Abura kiri

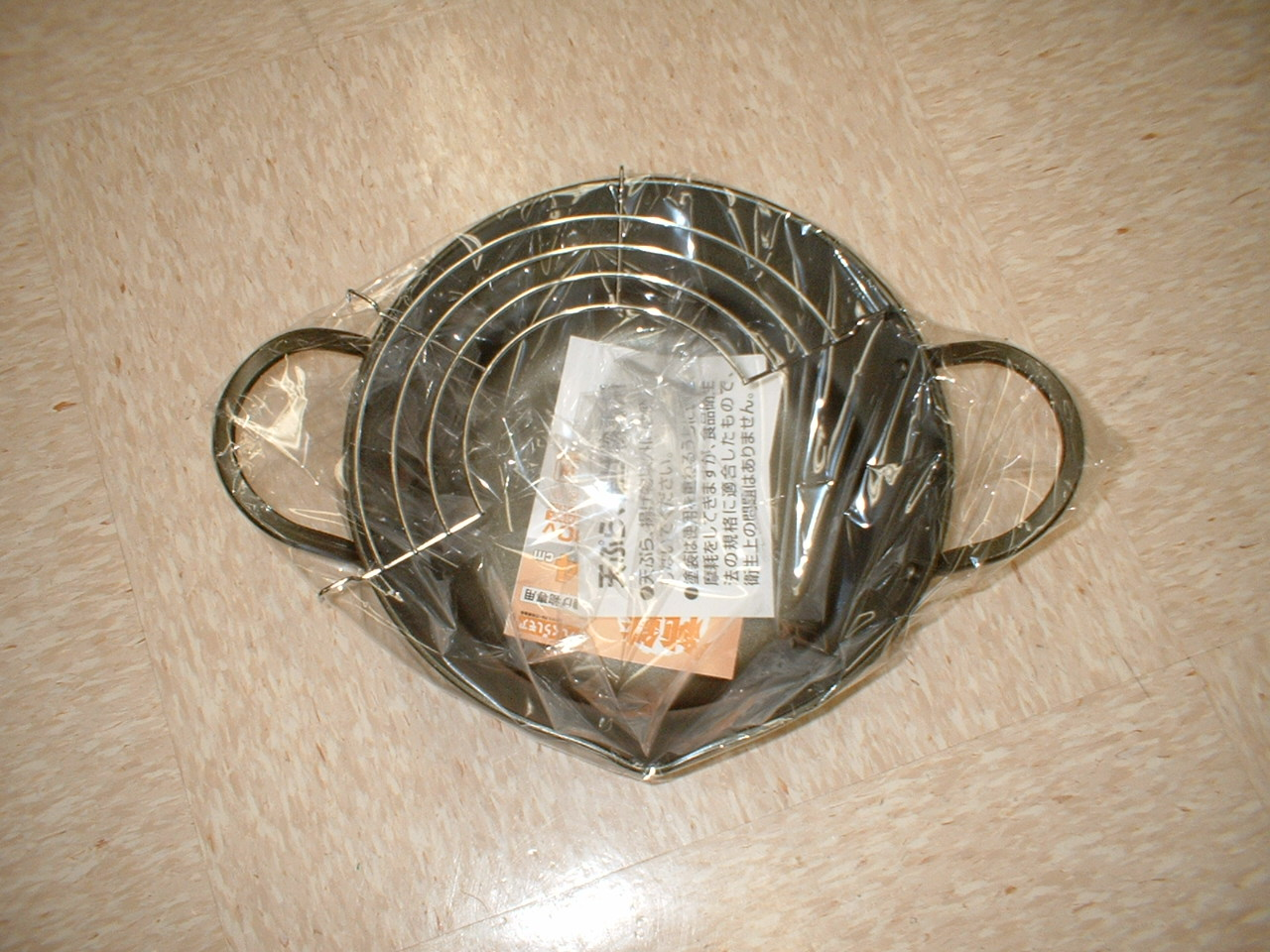
Un tempura nabe con abura kiri

L’abura kiri (油きり?) è un contenitore basso (una vaschetta o una padella) utilizzato nella cucina giapponese per raccogliere il cibo dopo che è stato fritto, ad esempio nella preparazione del tempura. 
L’abura kiri è provvisto di una griglia e di un tovagliolo di carta assorbente per togliere l'olio in eccesso dal cibo dopo la frittura, e viene solitamente usato in combinazione con altri utensili tipici della cucina giapponese: i saibashi, l’ami shakushi e l’agemono nabe.